# Parti māori
Le Parti māori (en anglais : Māori Party et en maori de Nouvelle-Zélande : Te Paati Māori) est un parti politique ethnique de Nouvelle-Zélande. Il est dirigé par Debbie Ngarewa-Packer et Rawiri Waititi.

## Résultats électoraux

### Élections parlementaires
| Année | Voix    | %    | Sièges  | Gouvernement               |
| ----- | ------- | ---- | ------- | -------------------------- |
| 2005  | 48 263  | 2,12 | 4 / 121 | Opposition                 |
| 2008  | 55 980  | 2,39 | 5 / 122 | Soutien sans participation |
| 2011  | 31 982  | 1,43 | 3 / 121 | Soutien sans participation |
| 2014  | 31 850  | 1,32 | 2 / 121 | Soutien sans participation |
| 2017  | 30 580  | 1,20 | 0 / 120 | Extra-parlementaire        |
| 2020  | 33 630  | 1,17 | 2 / 120 | Opposition                 |
| 2023  | 106 584 | 3,89 | 6 / 120 | Opposition                 |

## Dirigeants
| Portrait                            | Identité                            | Période            | Période            | Durée                      |
| Portrait                            | Identité                            | Début              | Fin                | Durée                      |
| ----------------------------------- | ----------------------------------- | ------------------ | ------------------ | -------------------------- |
| Tariana Turia                       | Tariana Turia (en) (1944 - 2025)    | 7 juillet 2004     | 1er septembre 2014 | 10 ans, 1 mois et 25 jours |
| Pita Sharples                       | Pita Sharples (en) (né en 1941)     | 7 juillet 2004     | 13 juillet 2013    | 9 ans et 6 jours           |
| Te Ururoa Flavell, 8 novembre 2012. | Te Ururoa Flavell (né en 1955)      | 13 juillet 2013    | 1er juillet 2018   | 4 ans, 11 mois et 18 jours |
| Marama Fox, 3 décembre 2015.        | Marama Fox (en) (née en 1970)       | 1er septembre 2014 | août 2018          | 3 ans et 11 mois           |
| Debbie Ngarewa-Packer               | Debbie Ngarewa-Packer (née en 1966) | 15 avril 2020      | En cours           | 4 ans, 10 mois et 21 jours |
| John Tamihere                       | John Tamihere (en) (né en 1959)     | 15 avril 2020      | 18 octobre 2020    | 6 mois et 3 jours          |
| Rawiri Waititi                      | Rawiri Waititi (en) (né en 1980)    | 18 octobre 2020    | En cours           | 4 ans, 4 mois et 18 jours  |